# Leon Guwara
Leon Guwara (Köln, 1996. június 28. –) német születésű gambiai válogatott labdarúgó, a Jahn Regensburg játékosa.